# A1 (estrella)
A1 (NGC 3603 A1 / WR 43a) es una estrella binaria en la constelación de Carina de magnitud aparente +11,18. Junto a NGC 3603 B, es la estrella visualmente más brillante del cúmulo abierto NGC 3603, situado a unos 20.000 años luz de distancia del sistema solar.
A1 es una binaria espectroscópica eclipsante cuyo espectro combinado corresponde al una estrella de Wolf-Rayet de tipo espectral WN6ha. Parece ser una estrella extremadamente luminosa, más masiva que otras estrellas de tipo O3 existentes en NGC 3603. Como tal, debe contener una considerable cantidad de hidrógeno, a diferencia de otras estrellas de Wolf-Rayet.
El período orbital del sistema es de 3,7724 días, mostrando un doble eclipse a lo largo de su órbita circular. Las dos componentes son estrellas de líneas de emisión, no necesariamente del mismo tipo espectral. Combinando medidas espectroscópicas de velocidades radiales con las de fotometría tomadas con el telescopio espacial Hubble, un equipo de la Universidad de Montreal ha calculado que las componentes de este sistema binario están entre las estrellas más masivas conocidas. La masa de la estrella principal es de 116 ± 31 masas solares y la de la secundaria es de 89 ± 16 masas solares.